# Plega banksi
Plega banksi är en insektsart som beskrevs av Rehn 1939. Plega banksi ingår i släktet Plega och familjen fångsländor. Inga underarter finns listade i Catalogue of Life.